# Financiamento climático no Paraguai

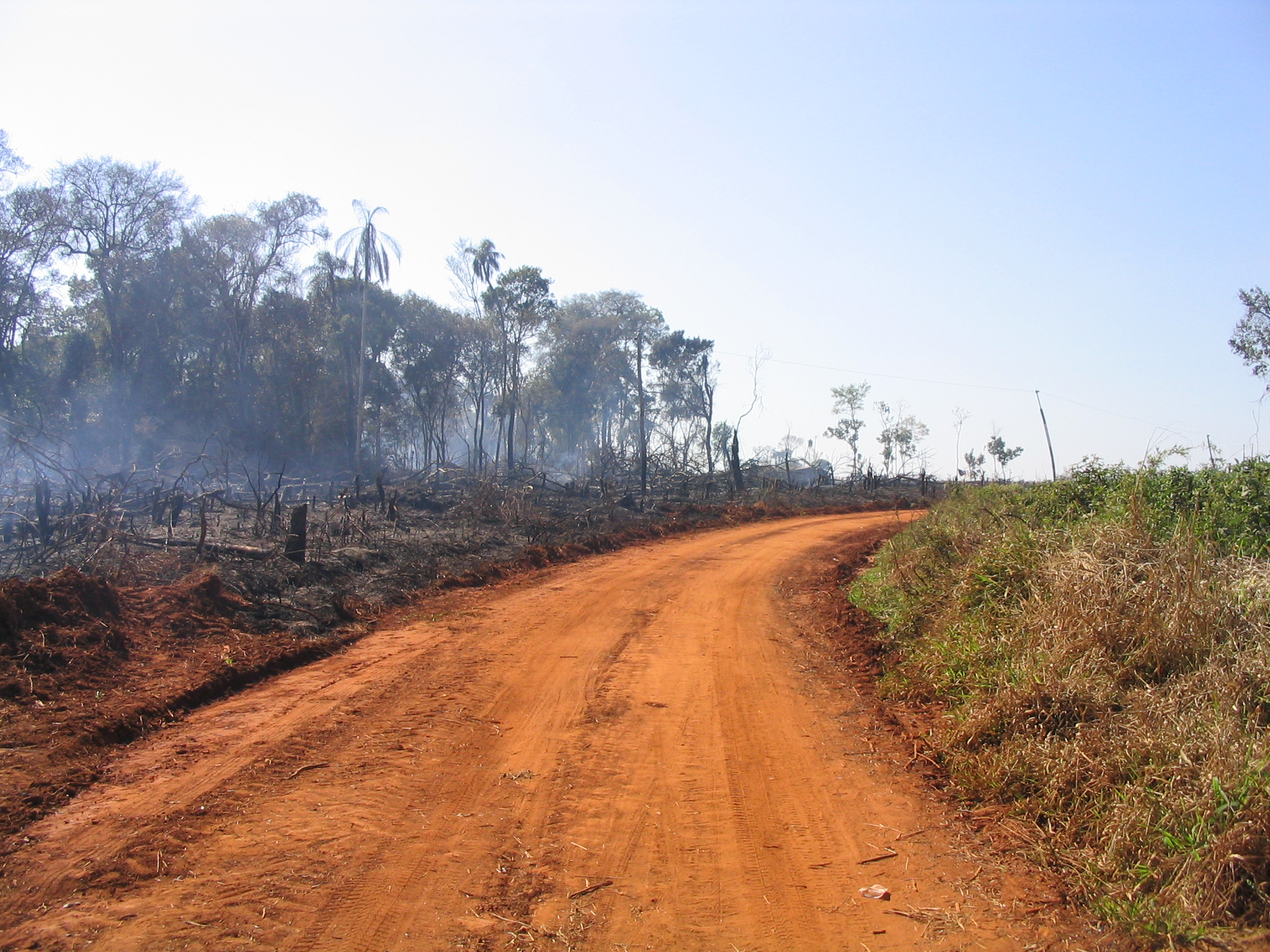
Os incêndios florestais são uma das principais causas de perda de cobertura vegetal no Paraguai.

O financiamento climático no Paraguai envolve os recursos financeiros para a adaptação e a mitigação das mudanças climáticas que atingem o país.
O Paraguai é um país vulnerável às mudanças climáticas, principalmente, por sua economia dependente de atividades do setor primário como a agricultura e a pecuária, que representaram 63% do crescimento do PIB entre 2013 e 2016.:36 Além disso, a matriz energética do país conta com uma parcela relevante de geração renovável, uma vez que 57% da energia é gerada em hidrelétricas, vulnerável a episódios de secas intensas.
Com a atualização de sua Contribuição Nacionalmente Determinada em 2020, o país estabeleceu suas metas em desenvolvimento sustentável para a Agenda 2030 e conta com recursos de fontes públicas, internacionais e cooperação do setor privado para que estas se concretizem. Segundo o Banco Mundial, o montante necessário para o cumprimento dessas metas é de 6,5 bilhões de dólares, 16% do PIB do Paraguai em 2022.:10
A biodiversidade do Paraguai é distribuída em 11 ecorregiões, abrangidas por cinco tipos climáticos segundo a classificação de Koppen-Geiger: clima de monção, equatorial, tropical de savana, semiárido quente e subtropical úmido.
Com uma economia dependente de atividades do setor primário como a agricultura e a pecuária, que representaram 63% do crescimento do PIB entre 2013 e 2016,:36 as mudanças climáticas podem criar um cenário de grande insegurança alimentar e colapso econômico no Paraguai. Entre 2000 e 2023, o país foi o sexto no mundo em produção de soja, com destaque também para a produção de cana-de-açúcar, mandioca e milho.
Episódios de secas prolongadas, enchentes e poluição hídrica também impactam a produção de energia elétrica no país, cuja matriz energética é dependente dos recursos hídricos nacionais, uma vez que 57% da energia é gerada em hidrelétricas e 60% da geração bruta é exportada para a Argentina e o Brasil.

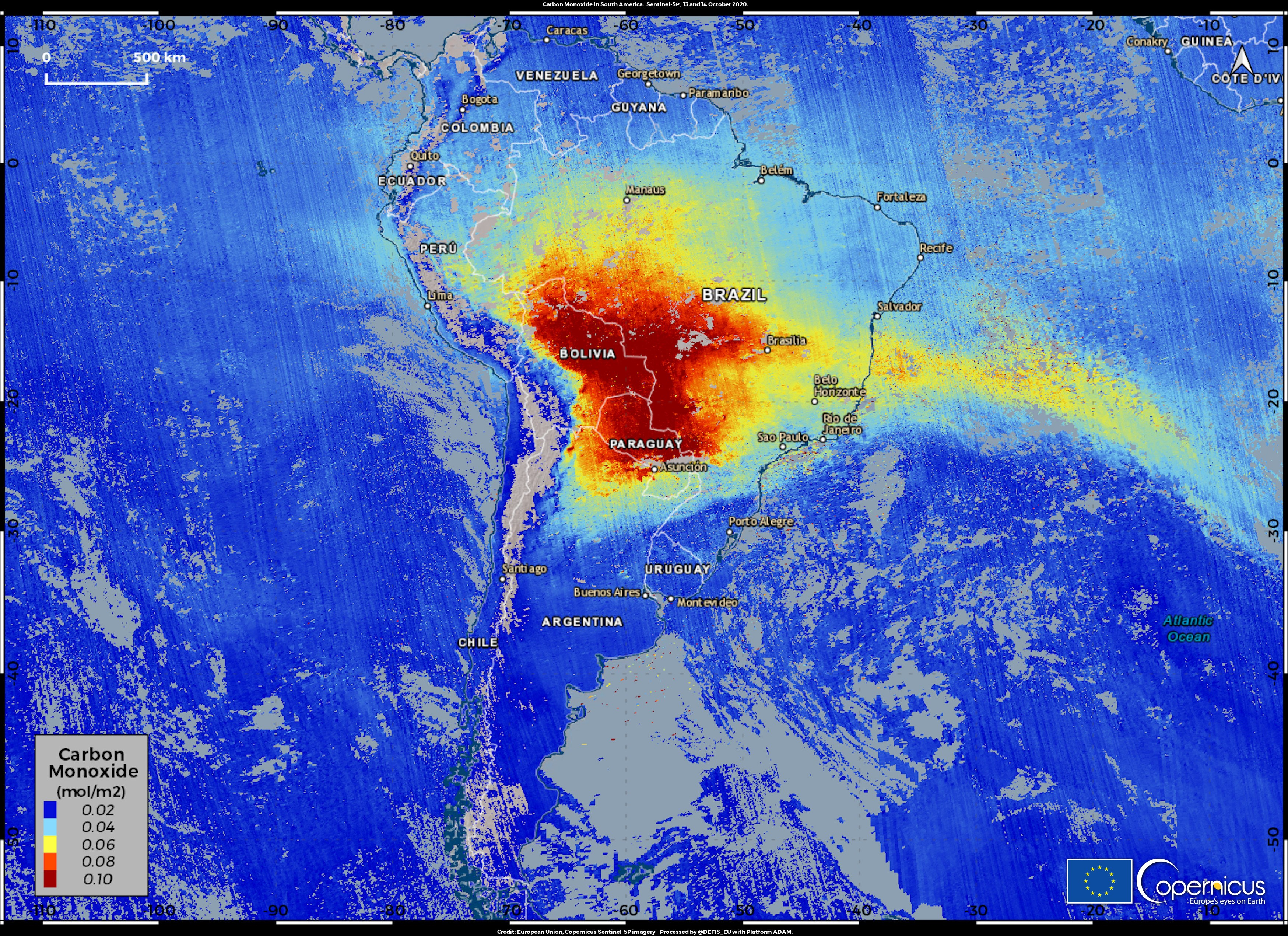
Mapa representando os níveis de monóxido de carbono (CO) em 2020 em decorrência de incêndios florestais no Paraguai e em países vizinhos.

O desmatamento causado, principalmente, pela expansão da área de cultivo agrícola e criação agropecuária é outro fator alarmante para o meio ambiente paraguaio. Entre 2000 e 2015, o país perdeu cerca de 5.500.000 hectares de florestas, sendo que, incêndios florestais são frequentes e contabilizaram 38% da perda de cobertura vegetal em 2019.:37 No ano seguinte, o Paraguai declarou estado de emergência nacional devido a incêndios florestais intensificados por altas temperaturas e clima seco no Chaco, região semiárida do país.
Segundo dados do Observatório Parlamentar de Mudanças Climáticas e Transição Justa da ONU, o Paraguai possui 136 leis vigentes em 2025 para questões ambientais em diferentes setores, incluindo uma Legislação Marco de Mudança Climática sancionada em setembro de 2017 com considerações para aspectos econômicos e financeiros.
Em 2014, o país divulgou seu Plano Nacional de Desenvolvimento (Plan Nacional de Desarrollo Paraguay 2030), onde a necessidade de financiamento sustentável é estabelecida como um dos cinco passos fundamentais para implementação do plano até 2030.:10
Publicado em dezembro de 2016, o Plano Nacional de Adaptação às Mudanças Climáticas traz uma análise de custos para os principais setores contemplados pelas medidas propostas. Além disso, o plano também destaca a necessidade de financiamento adicional ao Orçamento Geral da Nação para a mitigação das mudanças climáticas no setor florestal.:84-85
Visando cumprir seus compromissos com a comunidade internacional, o Estado do Paraguai divulgou a atualização de sua Contribuição Nacionalmente Determinada (CND) em 2020. O documento estabelece as medidas adotadas pelo país para cumprir as metas previstas no Acordo de Paris, ratificado nacionalmente pela lei n.º 5681 de outubro de 2016.:12
No ano seguinte, o Paraguai sanciona a sua Lei Nacional de Mudanças Climáticas, a qual reserva seu sexto capítulo para as disposições financeiras na mitigação e adaptação às mudanças climáticas, instituindo o Fondo para el Cambio Climático. No mesmo capítulo, fica a cargo da Secretaria do Meio Ambiente (SEAM) "identificar, obter, planejar, gerenciar e aplicar os recursos financeiros públicos, privados, nacionais e internacionais aportados ao fundo, a fim de implementar as ações necessárias para enfrentar as mudanças climáticas".

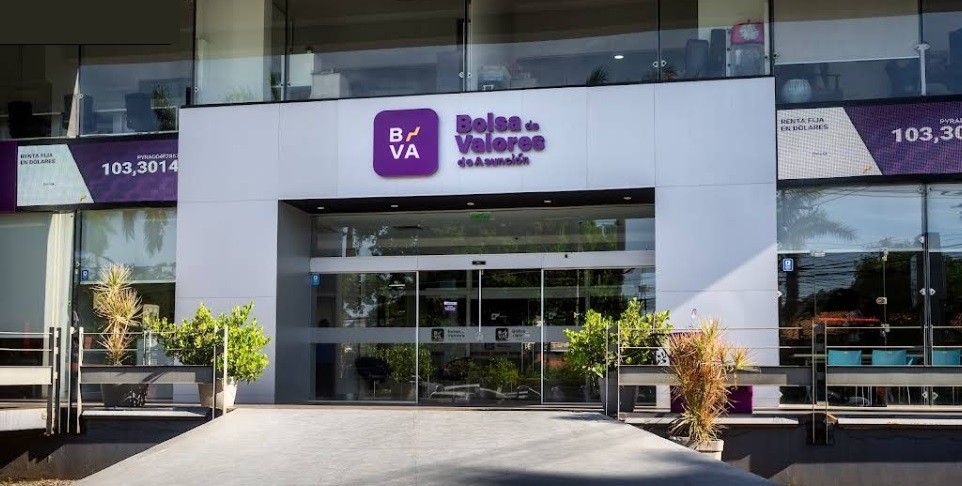
Frente do edifício da Bolsa de Valores e Produtos de Assunção.

Um dos principais mecanismos nacionais de financiamento climático é o Fondo para el Cambio Climático, instituído pela Lei Marco de Mudança Climática e administrado pela Secretaria do Meio Ambiente com recursos do Orçamento Geral da Nação, aproveitamentos de leis ambientais, contribuições de governos de outros países e doações privadas nacionais ou internacionais.
Parte do Orçamento Geral do Estado do Paraguai é destinada para políticas ambientais. A distribuição desses recursos "verdes" é especificada no Manual de Orientação para Rotulagem Climática do Orçamento Geral da Nação (Manual Guía para el Etiquetado Climático del Presupuesto General de la Nación), elaborado em parceria com o Banco Mundial visando os objetivos da Agenda 2030.:3, 6
Instituições financeiras possuem papel relevante no financiamento climático no Paraguai. O mercado de títulos temáticos e créditos verdes impulsiona a transição para uma economia sustentável no país, que foi um dos primeiros da região a estabelecer diretrizes para a emissão de títulos dos Objetivos de Desenvolvimento Sustentável (ODS) em sua legislação com a Resolução CNV CG nº 9/20.

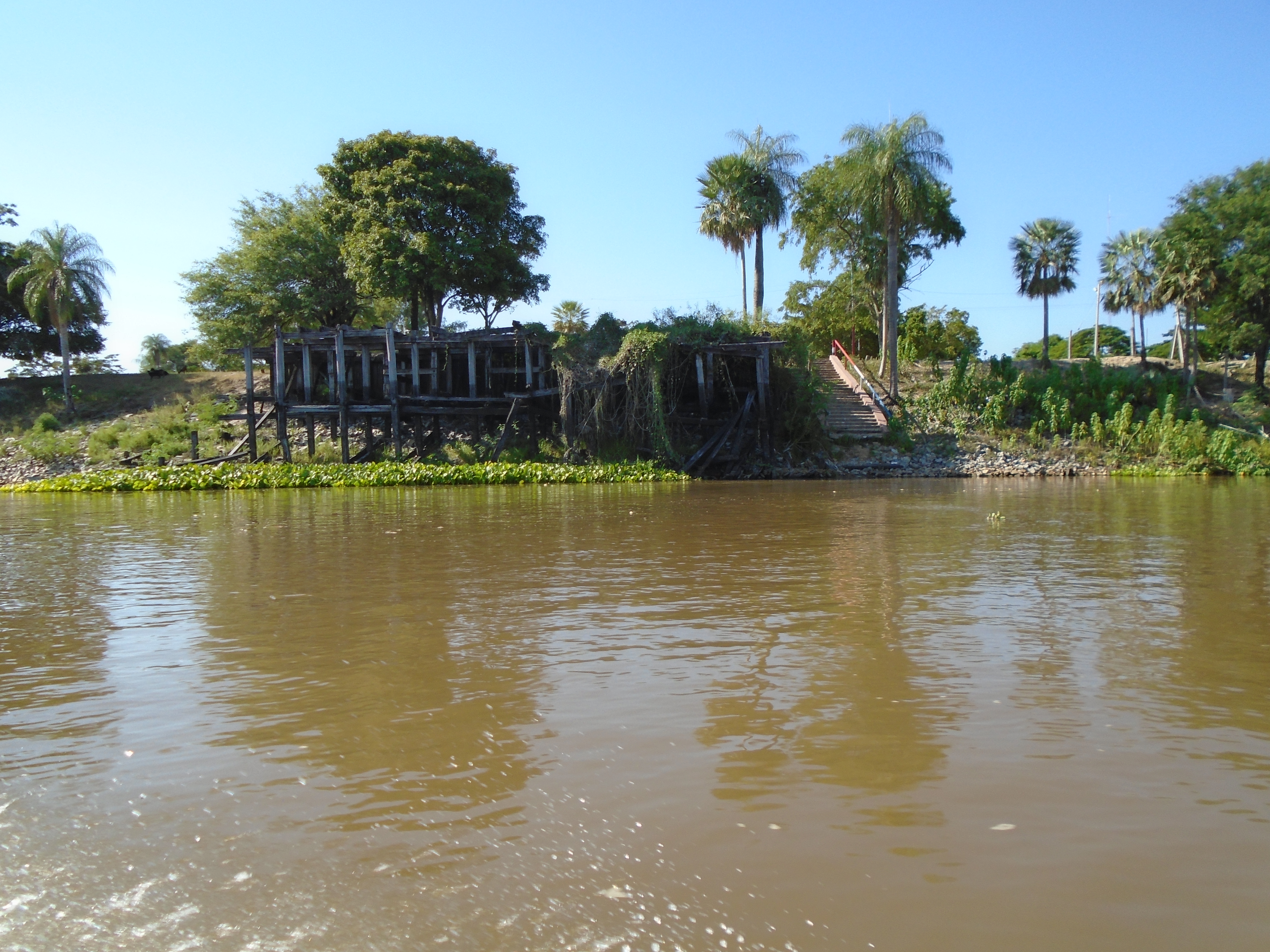
Rio Paraguai, localizado no departamento de Alto Paraguai, beneficiado pelo projeto AbE Chaco.

Para nações em desenvolvimento, como o Paraguai, a cooperação financeira internacional é parte indispensável no cumprimento dos ODS. O país tem acesso a grandes fundos multilaterais como o Fundo Verde para o Clima e o Fundo de Adaptação, além de acordos para crédito de carbono com outros países, como Singapura.
Em parceria com o Ministério do Meio Ambiente e Desenvolvimento Sustentável e o Fundo de Adaptação, o Programa das Nações Unidas para o Meio Ambiente distribuiu 500 tanques para captação de água na região do Chaco, afetada por inseguridade hídrica. O projeto, intitulado AbE Chaco, beneficiou 8 comunidades vulneráveis da região com a entrega dos tanques no início de 2024.
Apesar da insuficiência de dados atualizados, o Paraguai também possui projetos de REDD+.:81 Uma das iniciativas do programa é a Paraguay + Verde, que contou com 50 milhões de dólares entre 2015 e 2017 para reduzir as emissões de gases de efeito estufa no período.
Bancos multilaterais de desenvolvimento também contribuem na parcela de fontes estrangeiras de financiamento climático no país, tais como o Banco Mundial, o Banco Interamericano de Desenvolvimento e a Corporação Financeira Internacional.:23, 29
A Contribuição Nacionalmente Determinada (CND) é o documento que estabelece para quais setores os investimentos em mitigação das mudanças climáticas serão direcionados, além de estabelecer setores para adaptação às mesmas em conjunto com o Plano Nacional de Adaptação às Mudanças Climáticas (NAP).:31
O Paraguai define os seguintes setores prioritários para investimentos em mitigação das mudanças climáticas em sua CND até o ano de 2030::15
- Agricultura - sete medidas integradas com agropecuária, redução do uso de fertilizantes e uso eficiente de recursos hídricos;[16]:86, 88
- Uso da terra, mudança no uso da terra e silvicultura (UTCUTS) - oito medidas que destacam o papel dos sumidouros de gases de efeito estufa;[16]:88
- Uso de produtos e processos industriais (IPPU) - 12 medidas com destaque para o setor cimenteiro;[16]:91
- Resíduos - cinco medidas que incluem a separação e o tratamento adequado de resíduos e a captura e queima do gás metano com fins energéticos;[16]:95
- Energia - nove medidas que abordam eficiência energética, promoção de fontes de energia renovável na Itaipu Binacional e elaboração de diretrizes nacionais;[16]:97-98
- Transportes - quatro medidas, como a transição para biocombustíveis e veículos elétricos e híbridos.[16]:98

Conforme a CND e o NAP, os objetivos atualizados em adaptação às mudanças climáticas são 25 ao todo, abrangendo áreas como comunidades e cidades resilientes; saúde e epidemiologia; ecossistemas e biodiversidade; energia; agricultura, silvicultura e segurança alimentar; recursos hídricos; e transportes.:40:116
Os esforços para cumprirem as diversas metas estabelecidas já geram resultados concretos, entretanto, nem sempre numa escala expressiva e com falhas no monitoramento dos avanços em financiamento climático, uma vez que o país ainda não possui um sistema de monitoramento (MRV).

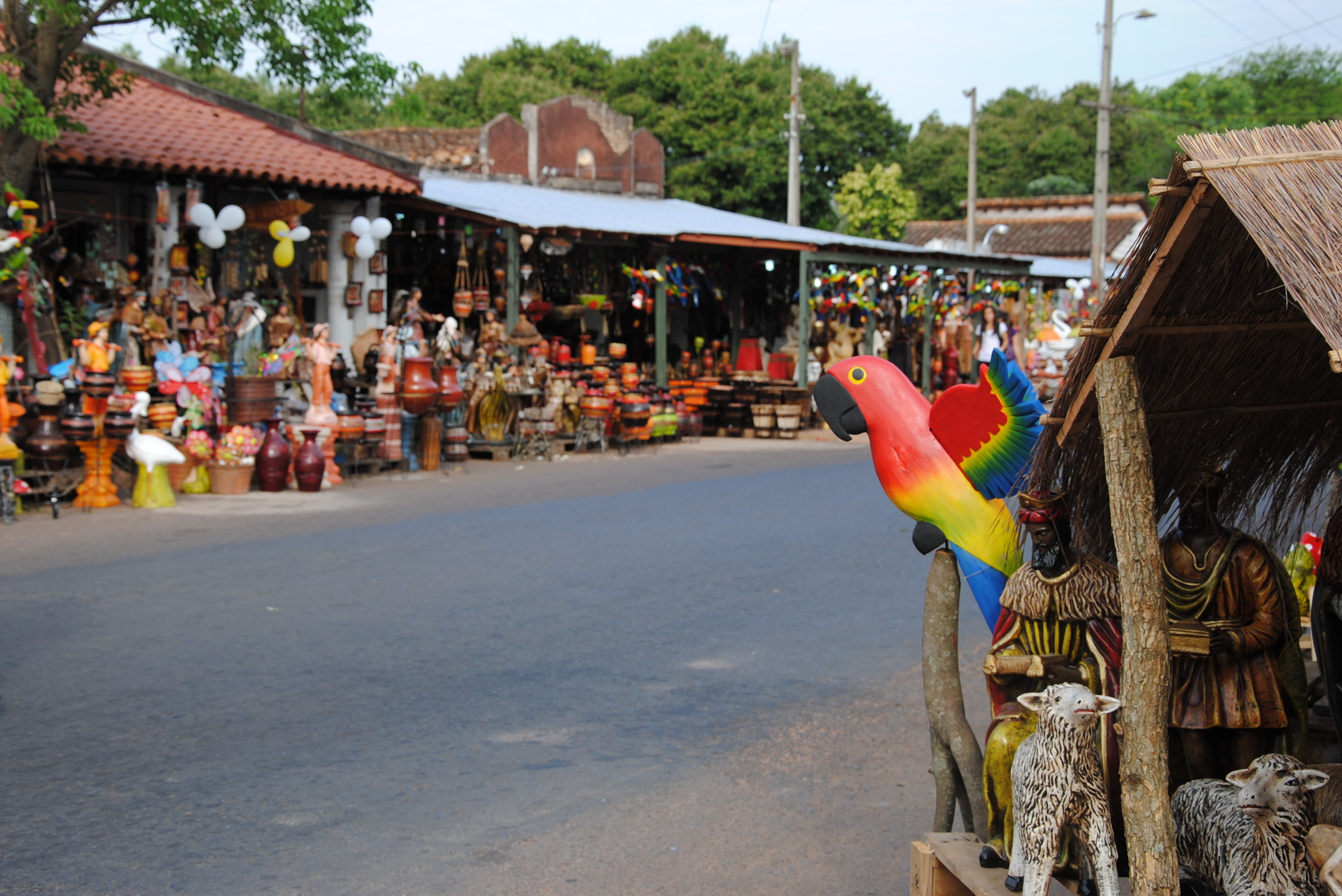
Venda de cerâmica artesanal em Areguá.

O Programa Nacional de Fogões Melhorados (Programa Nacional de Cocinas Mejoradas) é uma das vias de ação no setor de energia que já possui resultados visíveis. Em Areguá, quatro fornos foram entregues no primeiro semestre de 2025, parte de uma iniciativa em diminuir o uso de lenha na produção de cerâmica e beneficiar até 430 oficinas da região.
Considerado um pilar estratégico para a segurança energética do Paraguai, o setor de biocombustíveis é um dos destaques do país. Entre janeiro e novembro de 2024, 466 milhões de litros de etanol de milho e cana-de-açúcar foram produzidos tanto para o mercado nacional quanto para exportações. Outros biocombustíveis como o biodiesel também fazem parte da produção nacional, ainda quem em menor quantidade.
Para 2030, o Paraguai espera reduzir suas emissões de gases de efeito estufa em 10%, com acréscimo de mais 10% caso receba apoio financeiro internacional para tal. Segundo levantamentos do Banco Mundial, o montante necessário para o cumprimento das metas estabelecidas na CND do país até 2030 é de 6,5 bilhões de dólares, 16% do PIB do Paraguai em 2022.:10
- Economia do Paraguai